# Olli Halkka
Olli Johannes Halkka, född 3 november 1928 i Viborg, död 8 oktober 2009 i Helsingfors, var en finländsk genetiker.
Halkka blev filosofie doktor 1961. Han var 1960–1971 docent, 1971–1979 biträdande professor och 1979–1993 professor i genetik vid Helsingfors universitet. Av hans vetenskapliga produktion kan särskilt nämnas en serie arbeten om spottstritars populationsgenetik.